# Thomas Wilhelm von Fahrensbach
Thomas Wilhelm von Fahrensbach (Fahrensbeck) (* in Livland; † 1639/1640) war schwedischer und kurfürstlich-sächsischer Offizier im Dreißigjährigen Krieg. 

## Leben
Thomas Wilhelm stammte aus der deutsch-baltischen Familie Fahrensbach. Seine Witwe Agnes Dorothea nannte ihn um 1647/1648 mit dem Freiherrntitel.
Nachdem er zuerst unter „Obrist Schlang“ als Obristlieutenant in schwedischen Diensten gestanden hatte, trat er in sächsisch kurfürstlichen Militärdienst. Bekannt wurde er durch seine Teilnahme an der Belagerung und Einnahme der Moritzburg in Halle an der Saale. 
Nachdem die Moritzburg nicht mit Gewalt genommen werden konnte, ließ Fahrensbeck das Siegel des schwedischen Feldmarschalls Johan Banér nachstechen, setzte einen Befehl auf, als wenn ihn Banér abgefertigt hätte, und zeichnete auch dessen Unterschrift nach. Mit diesem falschen Befehl begab sich der Offizier Fahrensbeck, unter dem Namen eines schwedischen Hauptmanns vom karrischen Regimente auf die Moritzburg, redete den Hauptmann in finnischer Sprache an, und überreichte ihm den Befehl. Dieser hielt ihn für wahr und übergab das Schloss mit seiner Besatzung am 26. Oktober 1637 dem sächsischen Obristwachtmeister Hans Ernst König vom vitzthumischen Regiment.

Den Vertrag zur Übergabe der Moritzburg unterschrieb er gemeinsam mit neun weiteren Offizieren als: 

„Thomans Wilhelm Fahrensbeck, des Karrischen Regim. bestellter Hauptmann und jetzo Commissarius in Churfürstlichen Sachsen“

Seine Witwe Dorothea Agnes von Fahrensbach erbat um 1647/1648 in einem Brief an Pfalzgraf Karl Gustav von Zweibrücken-Kleeburg, den Generalissimus der schwedischen Truppen in Deutschland, Unterstützung "wider ihre Armut", in der sie nach acht Jahren als Witwe leben musste.